# 주먹왕 랄프
《주먹왕 랄프》(영어: Wreck-It Ralph)는 2012년 개봉한 미국의 3D 컴퓨터 애니메이션 코미디 영화이다. 월트 디즈니 애니메이션 스튜디오가 제작하고 월트 디즈니 픽처스가 개봉하였다. 디즈니의 애니메이션 장편 영화 가운데 52번째 영화이다.

## 줄거리
8비트 게임 ‘다고쳐 펠릭스’에서 건물을 부수는 악당 주먹왕 랄프. 30년째 매일같이 건물을 부수며 직업에 충실해왔지만, 악당이라는 이유로 누구도 그를 좋아하지 않는다. ‘다고쳐 펠릭스’ 게임 친구들에게 메달을 따오면 인정받을 수 있다는 말을 들은 랄프는 자기 게임 내에서 메달을 딸 수 없다는 사실을 깨닫고 급기야 자기 게임을 이탈하여 다른 게임으로 들어간다! 메달을 따기 위해 슈팅게임 ‘히어로즈 듀티’를 거쳐간 랄프는 예상치 못한 버그와 함께 레이싱 게임 ‘슈가러시’에 불시착하게 되는데..
‘슈가러시’에서 랄프는 오류로 인해 레이싱 게임에 참가하지 못하는 친구 바넬로피를 만나게 된다! 랄프의 메달 획득과 바넬로피의 레이싱 경주 참여를 위해 서로 협동하기로 한 두 사람,, 과연 바넬로피와 랄프는 서로 윈윈하는 결과를 얻을 수 있을까? 바넬로피가 오류가 생긴 이유는 과연 무엇일까?
또한 게임을 파괴하는 성질을 가진 버그 때문에 ‘슈가러시’에서 발생하는 여러 문제들! 랄프와 바넬로피는 이 위험을 어떻게 해쳐나갈 것인가! 또한 랄프는 게임 세계의 새로운 영웅이 될 수 있을 것인가! 그리고 랄프가 떠난 후 고장 딱지가 붙은 ‘다고쳐 펠릭스’ 게임은 오락실에서 퇴출될 위기를 넘길 수 있을까?

## 배역
- 존 C. 라일리 - 랄프
- 잭 맥브레이어 - 펠릭스
- 제인 린치 - 칼훈 병장
- 사라 실버맨 - 바넬로피
- 앨런 튜딕 - 킹 캔디

### 한국어 더빙
- 정준하 - 랄프
- 김환진 - 펠릭스
- 이진화 - 칼훈
- 소연 - 바넬로피
- 장승길 - 킹 캔디(터보)
- 류다무현 - 돈
- 정승욱 - 장기에프
- 박조호 - 켄 / 클라이드 / 칼훈의 전 남편
- 윤세웅 - 코허트
- 전광주 - 빅 진 / 스피드 레이서 하는 뚱보
- 이봉준 - 홀로그램 교관 / 베어드 파파
- 이광수 - 베가
- 김장 - 소닉 더 헤지호그

### 우리말제작
- 한국어제작 : Disney Character Voices International Inc.

### 일본어 더빙
- 야마데라 코이치 - 랄프
- 하나와 에이지 - 펠릭스
- 타무라 세이코 - 칼훈
- 모로호시 스미레 - 바넬로피
- 타다노 요헤이 - 킹 캔디(터보)

### 일본말제작
- 일본어제작 : Disney Character Voices International Inc.

## 음악
- Sugar Rush

## 프로필

### 랄프의 프로필
‘다고쳐 펠릭스’에서 무조건 다 부시는 악당 랄프! 겉보기와는 달리 맘도 여리고 누구보다 사랑받고 싶어한다. 메달을 따오면 인정해주겠다는 말에 혹해 이 사단의 주인공이 된다. 자신의 게임밖을 나가서 죽으면 다시 살아날 수 없음을 알고도 영웅이 되고 싶다는 맘 하나로 움직이는 어떻게 보면 순수하지만 다른 한편으로는 ‘슈가 러시’에서 만난 바넬로피가 게임 속 친구들에게 따돌림을 받고 있다는 사실이 자신과 닮아 보여 있는 힘껏 도와주는 착한 심성을 가지고 있다.

### 펠릭스의 프로필
‘다고쳐 펠릭스’의 실질적인 주인공! 모두에게 친절하며 사랑받고 있는 랄프가 가장 부러워 하는 대상이다. 하지만 랄프 없이는 게임이 진행되지 않고 결국 몇십년간 이어온 자신의 게임이 퇴출위기에 처하자 랄프를 다고쳐 펠릭스로 다시 되돌려놓기 위해 랄프를 찾는 모험을 같이 한다. ‘히어로즈 듀티’에 랄프가 갔다는 소식을 듣고 게임속으로 들어갔다가 만난 칼훈 병장에게 첫눈에 반하게 된다.

### 바넬로피의 프로필
‘슈가러시’에서 지직대는 오류로 인해 레이싱 게임에 참가도 못하고 친구들에겐 따돌림을 받는다. 하지만 자신이 레이싱에 소질이 있다 생각하며 항상 긍정적이고 자신만만하다 우연히 랄프가 ‘히어로즈 듀티’에서 따온 메달을 손에 얻게 되고 자신의 경주참여를 도와주면 메달을 다시 돌려주겠다는 조건을 걸고 랄프와 함께 모험을 시작한다. 랄프와 같이 자동차도 만들고 경주 연습도 하면서 둘의 우정은 쌓여간다. 하지만 버그로 인해 ‘슈가러시’가 망할 위기에 처하게 되고 바넬로피는 오류로 인해 게임속에서 탈출하지 못하게 된다. 바넬로피의 오류는 바넬로피의 존재가 게임 속에서 삭제되었기 때문이었는데 이 오류를 해결할 방법은 바넬로피가 자동차 게임을 완주하는 방법뿐이다. 바넬로피의 오류는 이를 시기질투하고 게임을 망칠 의도를 가지고 온 킹캔디를 사칭하고 있는 터보 때문이었으며 바넬로피가 경주를 완주하자 게임이 리셋 됨으로 인해 바넬로피의 존재가 다시 생성되게 되고 사람들의 바넬로피에 대한 기억들도 돌아오게 된다. 바넬로피는 사실 ‘슈가러시’의 하나뿐인 공주이었다.바넬로피의 키는 160이다 지현서닮았다

### 킹 캔디(터보)의 프로필
킹 캔디는 게임을 망치려는 의도를 가지고 ‘슈가러시’에 잠입한 캐릭터이고 원래 자신의 이름은 터보이다. 자신의 레이싱 게임이 망하게 되자 나쁜 의도를 가지고 ‘슈가러시’에 침입했으며 이 게임을 지배하기 위해 공주인 바넬로피의 정보를 사람들의 기억 속에서 삭제하고 바넬로피의 정보를 잠가 버렸다.

### 칼훈병장 프로필
자신의 게임속 악당과 같은 존재인 버그가 '슈가러시'에 흘러들어갔다는 소식을 듣고 버그를 퇴치하기 위해 '슈가러시'에 들어가게된다. 과거에 버그로 인해 사랑하는 연인을 잃은 아픈 기억이 있어 자신에게 관심있어하는 펠릭스를 처음엔 무시하지만 점점 같이 사랑에 빠지게된다.

## 개봉
주먹왕 랄프는 2012.12.19.일날 개봉했으며 티저 예고편은 2012.08.28.,메인예고편은 2012.11.23.일날 공개되었다.

## 평가
평론가들의 평이 좋은 편이다. 디즈니 전통에서 벗어났다는 점과 전혀 다른 게임들을 오가는 설정과 비주얼이 흥미롭다는 평, 또한 사랑할 수밖에 없는 캐릭터들을 등장시켰다는 것이 좋은 평을 이끌어냈다. 또한 오락실을 배경으로 해 성인층을 대상으로 가장 공감 받을 만한 내용은 확실하다는 긍정적 의견도 보인다.
‘제 25회 시카고 비평가 협회상 애니메이션상’ 후보에 올라 수상을 하였다.

## 같이 보기
- 주먹왕 랄프 2: 인터넷 속으로